# أيج أوف إمبايرز (لعبة فيديو)

Ensemble Studios Logo

عصر الإمبراطوريات، (بالإنجليزية: Age of Empires) ويرمز لها ب AoE ، لعبة حاسوب تعتمد استراتيجية الوقت الحقيقي ومبنية على أحداث تاريخية تم إطلاقها سنة 1997. مطورة من طرف إنسمبل ستوديوز وموزعة من طرف مايكروسوفت كايم ستوديوز. تعمل بتقنية نقش متحرك ( رسومات الحاسوب) بأساس البعدين 2D.تم إخراج حزمة تطوير خاصة بها تحت اسم عصر الإمبراطوريات: صعود روما سنة 1998.
لعبة حاسوب وكذالك على نينتندو دي أس

## عن اللعبة
اللعبة أيج أوف إمبايرز تتضمن عدة مراحل يجب الاقتداء بها للفوز بالمنافسة بينك وبين القبائل المعادية.و يتمثل التحدي بمدى اقتدائك بالمطلوب ضمانا للحصول على المراتب الأُولى والتي تتحدد بمزانيتك (الذهب، الحجر[ ؟ ] , الخشب والطعام) إضافتا إلى المنشأة التي قمت بإنشائها بإمبراطوريتك وكذا من الناحية العسكرية أي تكوين جيش لإمبراطوريتك.

## إصدارات أخرى للعبة
تقوم الشركة بإنتاج دوري لأجراء جديدة من لعبتها والتي تقدم فيها تحسينا للتقنيات التي تعمل بها اللعبة.
| لأجراء جديدة وتصنيفها في كل من جيم رانكينجز وميتاكريتيك ومايستار                   |              |            |         |
| اللعبة                                                                             | جيم رانكينجز | ميتاكريتيك | مايستار |
| عصر الإمبراطوريات Age Of Empires (1997)                                            | 87%          | 83%        | 85%     |
| 1998 : عصر الإمبراطوريات: صعود روما Age Of Empires : The Rise Of Rome              | 80%          | –          | 81%     |
| 1999 : عصر الإمبراطوريات 2: عصر الملوك Age Of Empires II : The Age Of Kings        | 92%          | 92%        | 92%     |
| 2000 : عصر الإمبراطوريات 2: المنتصرون Age Of Empires II : The Conquerors Expansion | 88%          | 88%        | 88%     |
| 2003 : عصر الميثولوجيا Age Of Mythology                                            | 89%          | 89%        | 89%     |
| 2003 : عصر الميثولوجيا: الهدية الذهبية Age Of Mythology : The Golden Gift          | 84%          | 84%        | 84%     |
| 2005 : عصر الإمبراطوريات 3 Age Of Empires III                                      | 82%          | 81%        | 81.5%   |
| 2006 : عصر الإمبراطوريات 3: زعماء الحرب Age Of Empires III : The WarChiefs         | 89%          | 87%        | 88%     |
| 2007 : عصر الإمبراطوريات 3: السلالات الآسيوية Age Of Empires III : The Asian       | 80%          | 80%        | 81%     |
| Nintendo DS : عصر الإمبراطوريات: عصر الملوك Age of Empires: The Age of Kings       | 80%          | 80%        | 79.75%  |
| Nintendo DS : عصر الإمبراطوريات: الميثولوجيا Age of Empires: The Age of Kings      | 79%          | 78%        | 78.5%   |
| 2011 : عصر الإمبراطوريات أونلاين Age of Empires Online                             | 71%          | 70%        | 70.5%   |
| 2013 : عصر الإمبراطوريات 2: طبعة بصيغة Age of Empires II: HD Edition               | 71%          | 68%        | 69.5%   |
| 2013 : عصر الإمبراطوريات 2: المنسي Age of Empires II: The Forgotten                | –            | –          |         |
| 2014 : عصر الميثولوجيا: طبعة بصيغة Age of Mythology: Extended Edition              | 68,5%        | 69%        | 68.75%  |
| لأجراء جديدة وتصنيفها في كل من جيم رانكينجز وميتاكريتيك                            |              |            |         |

## الحضارات
تعتبر أيج أوف إمبايرز (Age Of Empires) لعبة إتخدت أمَاكن اللعب بها من مواقع وحضارات موجودة تم جردها في الجدول التالي:
عصر الامبراطوريات 1
| مجموعة   | شرق البحر الأبيض المتوسط                         | بلاد الشام                       | بلاد ما وراء النهر              | شرق اسيا                        |
| -------- | ------------------------------------------------ | -------------------------------- | ------------------------------- | ------------------------------- |
| الحضارات | - اليونان القديمة - الحضارة المينوسية - فينيقيون | - مصر القديمة - آشور[ ؟ ] - سومر | - بلاد بابل - أخمينيون - حيثيون | - مملكة شانغ - غوجوسون - ياماتو |

استراتيجية الوقت الحقيقي (Real-Time Strategy أو RTS) أو «الاستراتيجيّة اللّحظيّة» هي لعبة فيديو حربيّة يتحكّم فيها كلٌّ لاعبٍ بجيشٍ يتكون من العديد من الوحدات، ويهدف اللّاعبون إلى تدمير بعضهم البعض للانتصار. استراتيجية الوقت الحقيقي هي أحد نمطي الألعاب الاستراتيجيّة، وبخلاف النّوع الآخر (إستراتيجية تناوب الأدوار)، فإنّ ألعاب استراتيجيّة الوقت الحقيقي تتميّز بوجود نظام وقتٍ حقيقي بدل نظام الأدوار، مّما يجعل مرور الوقت مستمرّاً، لذا يمكن لجميع اللّاعبين تحريك وحداتهم في نقس الوقت بدون التقيّد بأدوارٍ متعاقبة. بدأ هذا النوع من الألعاب في الثمانينيات ولكنه اشتهر في منتصف التسعينيات.
مبدأ معظم ألعاب استراتيجيا الوقت الحقيقي على بناء قاعدة حربية وقوات، والعمل على تطويرها من خلال الاعتماد على بعض الموارد والثروات، ومحاولة الإطاحة بالقوات المعادية.

## روابط خارجية
- أيج أوف إمبايرز على موقع IMDb (الإنجليزية)
- أيج أوف إمبايرز على موقع الموسوعة البريطانية (الإنجليزية)

- أيج أوف إمبايرز على موقع IMDb (الإنجليزية)
- أيج أوف إمبايرز على موقع الموسوعة البريطانية (الإنجليزية)